# Oeëlen
Oeëlen (Russisch: Уэлен) is een dorp (selo) aan de zuidkust van de Tsjoektsjenzee (ten noordoosten van de Beringstraat) in het noordoosten van het district Tsjoekotski, in het noordoosten van de Russische autonome district Tsjoekotka. De plaats ligt aan het begin van de landtong (kosa) Oeëlen, iets ten westen van Kaap Oeëlen en ten noordoosten van de Oeëlenlagune, aan de noordoostkust van het Tsjoektsjenschiereiland. Gelegen op ongeveer 10 kilometer ten noordwesten van Kaap Dezjnjov is het, sinds de sluiting van Naoekan (in 1958) en de gedwongen hervestiging van de inwoners van het eiland Ratmanov (in 1948), de meest oostelijke plaats van zowel Rusland als Eurazië.
In het dorp bevinden zich een school, internaat, een feldsjer-polikliniek en een cultureel centrum. In de jaren 2000 werd er een orthodoxe kerk gebouwd. De plaats ligt in de subarctische klimaatzone met in de zomer (juli-augustus) een temperatuur van ongeveer +6°C en een gemiddelde jaartemperatuur van ongeveer −8°C.

## Bevolking
Oeëlen telde ongeveer 776 inwoners in 2003, waaronder 595 Tsjoektsjen en 72 Siberische Joepiken. In 2009 was het aantal inwoners gedaald tot 740. De Siberische Yupik zijn afkomstig uit het voormalige dorpje Naoekan ten zuidoosten van Oeëlen (ten zuiden van Kaap Dezjnjov) en werden daaruit verplaatst naar onder andere Oeëlen, omdat de Sovjets om geopolitieke redenen geen dorpen aan de kust tegenover Alaska (VS) wilden hebben. In het cultureel centrum van Oeëlen is een ensemble actief dat goede relaties onderhoudt met inuit uit Alaska en aldaar ook optreedt op festivals.

## Geschiedenis
De plaats dient als basis voor archeologische expedities in het gebied. In de buurt van Oeëlen bevindt zich de begraafplaats Ekven (vergelijkbaar met Ipiutak in Alaska), waar overblijfselen van woningen van meer dan 300 walvisjagers zijn gevonden, die stammen uit de Oude Beringzeecultuur (of Oude Walviscultuur) van 500 v.Chr. tot 1000 na Chr. Uit opgravingen is gebleken dat Oeëlen in de eerste eeuwen na Chr. een belangrijke plaats moet zijn geweest gericht op de jacht op walvissen en walrussen. Archeologen hebben er ook vroege voorbeelden van ivoorsnijkunst gevonden, waarvan een aantal zich nu in de Kunstkamera in Sint-Petersburg bevinden.
De naam Oeëlen is waarschijnlijk afgeleid van het Tsjoektsjische woord oevelen (увэлен), wat iets als "zwarte protalina" (ontdooide open plek) betekent. De betekenis hangt volgens deze uitleg samen met het feit dat het dorp aan de voet van een heuvel ligt, die het hele jaar door wordt omringd door zwartkleurige (bodemkleur) protalina's, die vroeger vaak werden gebruikt als bakens door reizigers die vanaf de toendra naar de plaats kwamen. Volgens een lokale legende hangt de naam echter samen met een sterke man die ooit in het dorp zou hebben gewoond. Deze man die in het verhaal wordt aangeduid als Oevelel'yn ("smeerpoets", "viezerik", "morsepot"), die zijn naam te danken had aan het feit dat hij een wees was die alleen in oude afgerafelde lompen liep. Naarmate hij ouder werd zou hij zijn kracht hebben gebruikt om wraak te nemen op de lokale dorpsgenoten die hem volgens hem onrecht aan hadden gedaan. Uit angst voor hun levens werd Oevelel'yn daarop gedood door de dorpelingen. En om ervoor te zorgen dat dit niet weer kon gebeuren in de toekomst besloten de dorpelingen volgens de legende om hun zwervers te gaan verzorgen, wezen onderwijs te geven en, om de dorpelingen aan hun plicht te herinneren, werd kort daarna de naam van het dorp veranderd naar Oeëlen.
In 1912, het jaar dat de Russische regering haar bestuurspost voor de oejezd Tsjoekotski (alles ten oosten van de Tsjaoenbaai en de monding van de Anadyr) verplaatste van Providenia naar Oeëlen, telde het dorp ongeveer 300 inwoners, verdeeld over vier stamgemeenten, die weer waren onderverdeeld in 'kleine families'. Elke stamgemeente had een stamhoofd, die tevens de functies van sjamaan vervulde en elke stamgemeente bezat een eigen vuurplaats, vleeskuilen en honden en had de beschikking over twee tot vier baidarateams (een baidara is een soort umiak) van elk 8 man om jacht te maken op zeezoogdieren. De Russische bestuurspost was met name naar Oeëlen verhuisd om beter toezicht te kunnen houden op buitenlandse "stropers", die met name daar in de buurt actief waren, maar het eerste oejezdhoofd baron Klejst was een zwak bestuurder die niet wist te verhinderen dat Amerikaanse walvisvaarders gewoon doorgingen met het verhandelen van goederen met de Tsjoektsjen.
In de jaren 1910 ontstond er een belangrijke handelspost, waar goederen werden verhandeld met andere Siberische volkeren en langsvarende Russische en Amerikaanse walvisvaarders. Een Amerikaan genaamd Svenson had er een soort levensmiddelendepot (продовольственный склад). In 1916 werd er het eerste Tsjoektsjische internaat geopend.
Na de Russische Revolutie poogden de bolsjewieken er in 1918 het sovjetregime te vestigen, maar in 1921 rukten de Witten zover op in het Verre Oosten, dat zij zich in juli 1922 terugtrokken. In november 1922 waren de Witten uit Vladivostok en Petropavlovsk-Kamtsjatski verdreven, waarop in mei heel Tsjoekotka in handen was van de bolsjewieken. In de jaren 1920 ontstond daarop een van de eerste handelscoöperaties van Tsjoekotka in het dorp. Ook werd in die periode een van de eerste Russische poolstations, een school en een cultureel centrum opgericht in het dorp. In het cultureel centrum ontstond een walrusivoorsnijderij (zie verder).

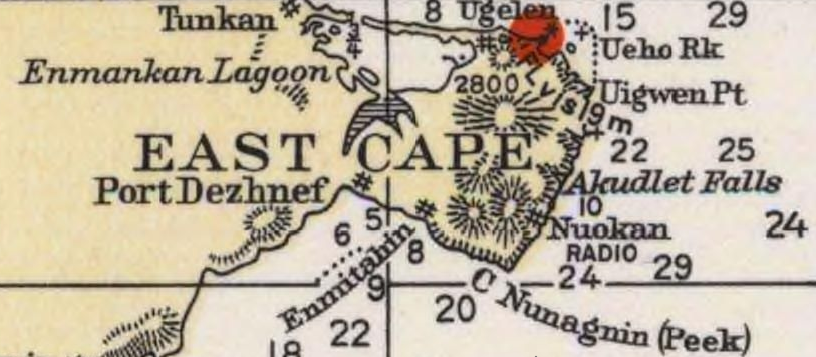
Detail van een Amerikaanse zeekaart uit 1937 met Kaap Dezjnjov (East Cape) en de historische dorpen Toenkan (Tunkan), Naoekan (Nuokan), Enmitachin (Enmitahin) en Dezjnjovo (Port Dezhnef). Oeëlen staat aangegeven als Ugelen

In de jaren 1940 werden de bestuursfuncties overgeplaatst naar het nieuwe dorp Lavrentia.
In de jaren 1950 en 1960 werden de inwoners uit nabijgelegen 'perspectiefloos' verklaarde dorpen als Dezjnjovo hervestigd in Oeëlen. Dezjnjovo wordt sinds de val van de Sovjet-Unie gebruikt als uitvalsbasis voor visserijactiviteiten en als uitwijkhaven aan het einde van de zomer, wanneer Oeëlen slecht bereikbaar is door storm. Voedsel wordt vandaaruit dan over land naar Oeëlen vervoerd. In Dezjnjovo worden voor deze functies aantal huizen gebruikt.
In 1993 werd Oeëlen onderdeel van het natuur-etnografisch park Beringia.
In 2006 poogde de Britse paratrooper Karl Bushby samen met reisgenoot Dimitri Kieffer zonder grensgebiedvergunning Rusland binnen te komen tijdens het 'Expeditie Goliath' door vanaf Alaska over het ijs van de Beringstraat naar Tsjoekotka te lopen. Soldaten van een Russische grenspost spotten de beide mannen echter, arresteerden hen en brachten hen over naar Oeëlen. Beide mannen werden veroordeeld, maar na interventie van gouverneur Roman Abramovitsj in staat gesteld hun reis te vervolgen.

## Economie en vervoer
De bevolking is met name actief in de jacht op zeezoogdieren als ringelrobben (lente), walrussen en walvissen (beide in zomer en herfst), daarbij gewapend met geweren, karabijnen en harpoenen. Voor de jacht worden naast traditionele baidara's en houten walvisboten de laatste jaren ook krachtigere motorboten gebruikt.
De inwoners hebben verder een traditie in het versieren van walrusivoor met soms legendarische voorstellingen van traditionele bezigheden als jagen en het houden van rendieren. In 1931 werd een ivoorsnijwerkplaats geopend in het dorp (de grootste van Tsjoekotka) waar de bekendste ivoorsnijders van Tsjoekotka actief waren, waaronder Voekvoetagin, Voekvol, Toekkaj, Choechoetan en de Dezjnjovers Pjotor Penkok en Stepan Ettoegi. Later werd ook een museum ingericht bij de werkplaats, waar ook andere kunst- en traditionele gebruiks- en jachtvoorwerpen zijn te zien. De traditie raakte na de val van de Sovjet-Unie echter in verval doordat ivoor te duur werd en doordat een wereldwijd verbod is ingesteld op de export van ivoor (CITES). Voorwerpen worden vervaardigd uit walrustanden en rendierhoorns en zijn onder andere tentoongesteld in musea in Anadyr, Chabarovsk, Moskou, Sint-Petersburg en collecties in het buitenland.
Oeëlen ligt op ongeveer 140 kilometer van het districtcentrum Lavrentia (bereikbaar per helikopter, boot of terreinwagen) en ongeveer 28 kilometer (over een winterweg) van het dorp Intsjo-oen. Verder is het dorp door winterwegen verbonden met een aantal gedwongen opgeheven plaatsjes als Dezjnjovo (1951), Naoekan (1958) en Noenjamo. Andere vroegere plaatsen in de buurt zijn Toenkan en Enmitachin. Inwoners van deze plaatsen werden deels hervestigd in Oeëlen in de jaren 1950. Halverwege Oeëlen en Lavrentia bevindt zich het Koolenmeer, waarover veel Tsjoektsjische legenden bestaan.
De plaats wordt ook genoemd in de bouwplannen van een 103 kilometer lange tunnel onder de Beringstraat. De tunnel moet Oeëlen gaan verbinden met Nome in Alaska. De plannen zijn moeilijk uitvoerbaar. Aan beide zijden van de Beringstraat ligt nog geen spoor, maar Rusland is al bezig met de bouw in die richting, de Amoer-Jakoetsk spoorlijn. Jaren geleden zijn de Russische spoorwegen begonnen met een noordelijke aftakking van de Trans-Siberische spoorlijn. Deze bereikt in 2014 Jakoetsk en men wil de komende vijftien jaar ook de resterende paar duizend kilometer spoorweg door onherbergzaam gebied aanleggen, tot het oostelijke puntje van Tsjoekotka. De totale kosten voor de aanleg van spoorlijnen en tunnel worden geschat op zo’n een honderd miljard dollar.

## Geboren in Oeëlen
- Joeri Rytcheoe (1930-2008), Tsjoektsjisch schrijver